# Seiji Tada
Seiji Tada (jap. 多田 誠司, Tada Seiji; * 1960) ist ein japanischer Jazzmusiker (Altsaxophon).
Seiji Tada, der ab den 1980er-Jahren in der japanischen Jazzszene tätig ist, spielte zunächst mit Hiroshi Murata & the Bop Band (The Blues Walk), anschließend mit Masahiko Osaka und dem Tomonao Hara Quintett (Dawn Breaks, 1992). Im Duo mit dem Pianisten Sir Charles Thompson nahm er 1994 den Jazzklassiker „Georgia on My Mind“ auf. In den folgenden Jahren arbeitete er u. a. mit der Sängerin Chiaki Ogasawara, den Japan Just Jazz All Stars sowie mit den Bigbands von Yoshihiko Katori und Kenichi Tsunoda; 1999 trat er mit Bobby Watson & Tailor Made (mit der Tokyo Leaders Big Band) auf. In den 2000er-Jahren gehörte er dem Terumasa Hino Quintett und der Formation Kojikanatsuru 3 an; außerdem leitete er ein eigenes Quartett (The Gig: Jazz Workshop Presents Seiji Tada Quartet, 1997), mit Yoshiro Okazaki (Trompete), Shigeo Aramaki (Kontrabass) und Dairiki Hara (Schlagzeug). Im Bereich des Jazz listet ihn Tom Lord zwischen 1993 und 2008 bei elf Aufnahmesessions. Tada unterrichtet an der Jazz School Tokyo.